# ゲオルク・ヤーン
ゲオルク・ヤーン(Georg Jahn、1869年5月5日 - 1940年11月18日）はドイツの画家、版画家である。

## 略歴
マイセン陶磁器の産地として有名なマイセンで生まれた。祖父は磁器工房の監督者で父親も磁器職人であった。2人の兄も磁器の絵付け師として働いていた。
14歳の1883年からゲオルク・ヤーンも磁器工房で働き始めるが、絵の才能が認められ1888年に奨学金を得てドレスデン美術アカデミーに入学し、レオン・ポーレ（Leon Pohle: 1841-1908）の学生になった。1890年にヴァイマルのザクセン大公国美術アカデミー(Großherzoglich-Sächsische Kunstschule Weimar)に移り、マックス・テディのもとで修行した後、数年間ベルリンやライプツィヒ、ミュンヘンを旅し、イラストレーターや磁器の絵付け師として働き、1897年からドレスデン近郊のロシュヴィッツ（Loschwitz）に住むようになった。
この間版画に興味を持つようになり友人のドレスデンの象徴主義の画家、マックス・ピーチュマン（Max Pietschmann: 1865-1952）からエッチングの技術を学んだ。ロシュヴィッツに住むようにあってまもなく最初の版画の大作を制作し、1899年にドレスデンで開かれた展覧会（Deutsche Kunstausstellung）で賞を受けた。1899年に結婚しロシュヴィッツの芸術家用住宅（Künstlerhaus Dresden-Loschwitz）にスタジオを開いた。様々な題材で版画制作した後、主に人物を題材にするようになった。人気のある肖像版画家になりドイツ皇帝ヴィルヘルム2世や軍人ヒンデンブルグの肖像版画も制作した。1894年に結成された「ドレスデン分離派」とされる美術家集団の一つ「ドレスデン美術家協会(Verein bildender Künstler Dresden)」のメンバーに1902年になった。
1904年にザクセン美術協会（Sächsischer Kunstverein）の会員になり、1918年から1921年の間理事を務めた。1914年にザクセン州から受勲し、1929年に美術協会で回顧展が開かれた。1930年代後半、ミュンヘンで開かれた大ドイツ芸術展でナチス政権が承認した作品が展示された。1940年になくなる少し前にもドレスデン画家組合（Dresden Künstlerbund）の展覧会に作品を出展した。

## 作品

ヌード(1897)
パウル・フォン・ヒンデンブルク
ヴィルヘルム1世 (ドイツ皇帝)（1915)
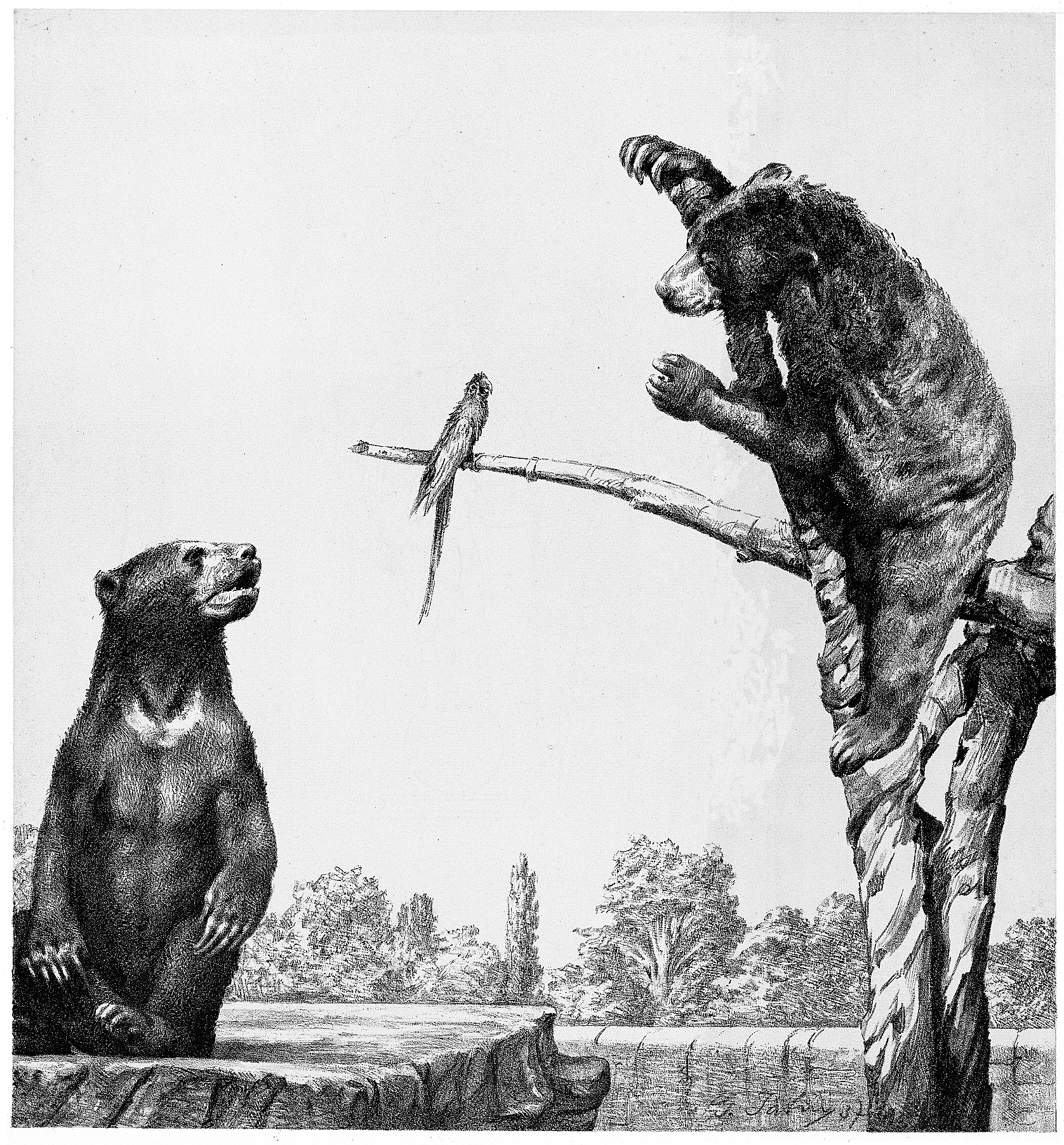
動物園の熊

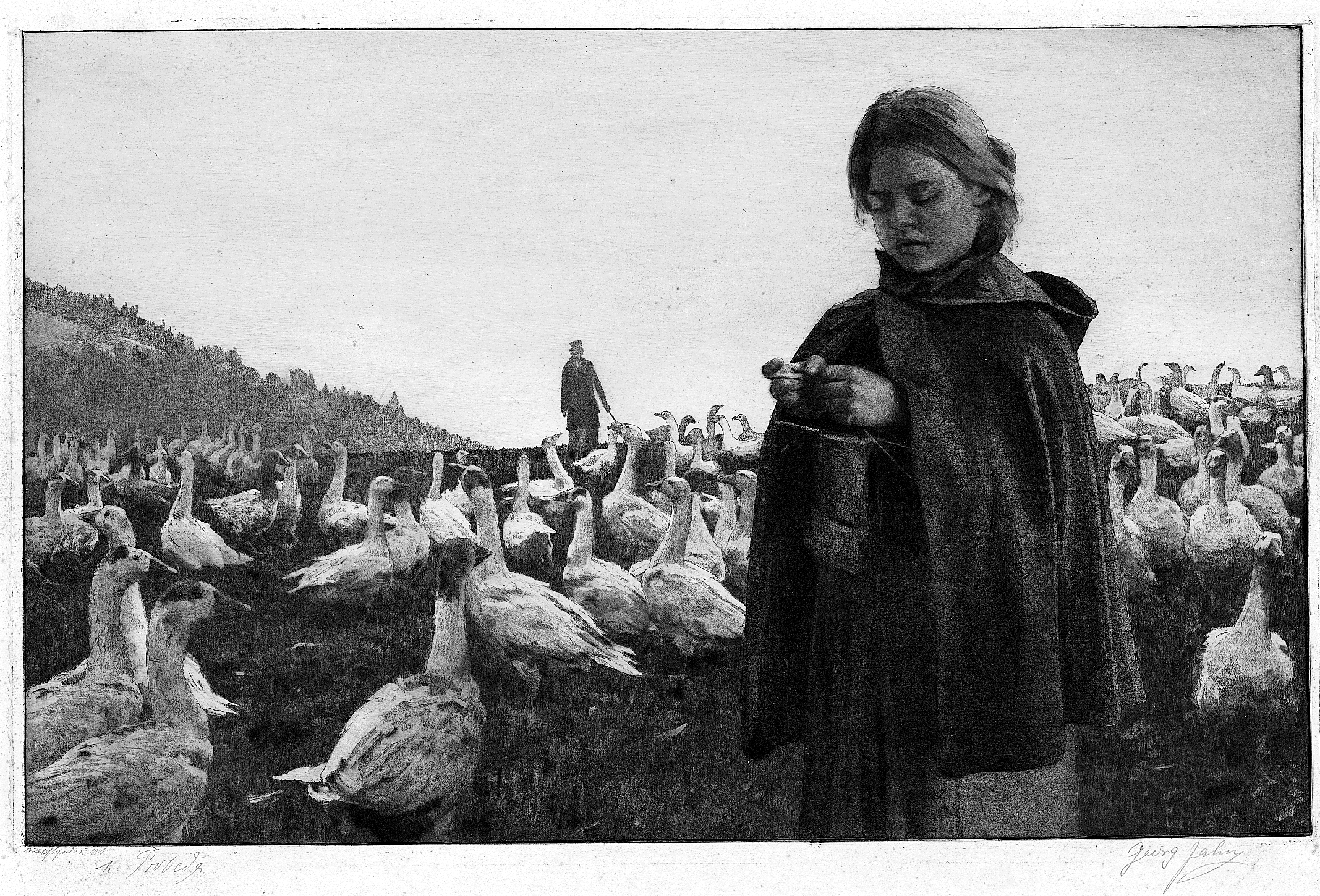
ガチョウと少女(1910)
編み物するオランダ女性
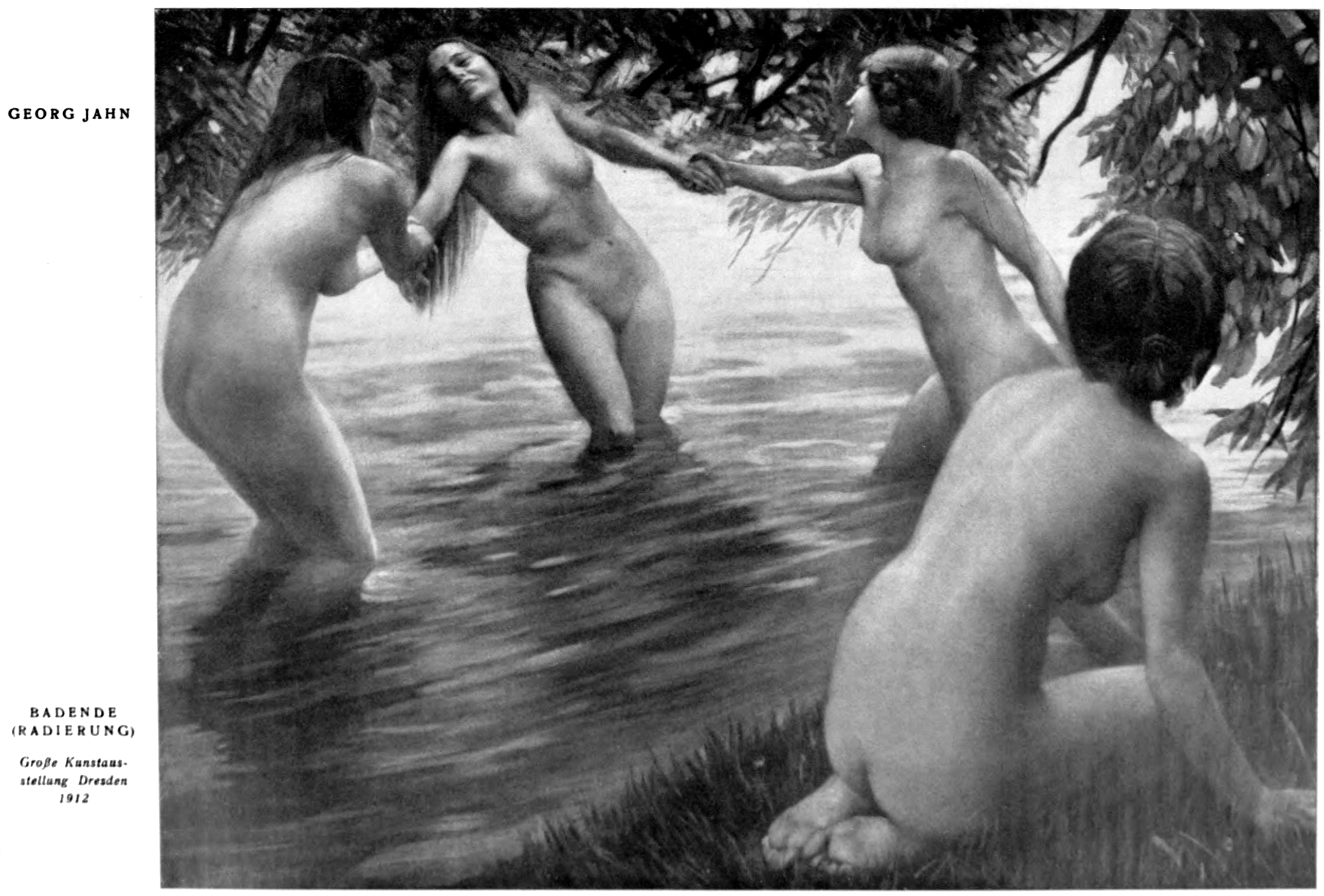
水浴びする女性たち(1912)